# برايان هيجارتي
برايان هيجارتي (بالإنجليزية: Brian Hegarty)‏ هو لاعب اتحاد الرغبي بريطاني، ولد في 29 نوفمبر 1950.